# Dolmen von Quatre Routes (Marsac)
Der Dolmen von Quatre Routes liegt in der Nähe der Kreuzung der D 42 mit der D 48 nördlich von Marsac im Département Creuse in Frankreich. Dolmen ist in Frankreich der Oberbegriff für Megalithanlagen aller Art (siehe: französische Nomenklatur).
Denselben Namen nach ihrem Standort an Straßenkreuzungen tragen auch der Dolmen von Quatre Routes (Cabrerets) und der Dolmen von Quatre Routes (Saint-Jean-de-Laur), beide im Département Lot.
Die Ausgrabungen datieren von 1986–1987 und 1995, sie erbrachten trotz der Plünderungen wichtiges Material aus dem Chalkolithikum und der Bronzezeit (2500 v. Chr. bis 700 v. Chr.)
Vier Feuerbestecke (häufig in den Bestattungen von Poitou und Charente), eine Bernsteinperle von etwa 1,5 cm Durchmesser, in drei Teilen, geschliffene Äxte, Feuersteinmesser, Künstliche Perlen aus: Glas, Grünstein und Braunkohle (Braunkohle kommt im Limousine natürlich nicht vor), Pfeilspitzen, Schaber, Schlagsteine, Fragmente von Münzen und Hufeisen aus der historischen Periode.
Die mineralogische Analyse der Pfeilspitzen zeigt verschiedenen Ursprünge: Berry, Charente, Poitou und Touraine. Eine Rettungsgrabung und das Sieben der Ausgrabungen brachten eine Reihe archäologischer Überreste, Keramikscherben und Feuersteinwerkzeuge, die an die Glockenbecherkultur erinnern
Der Tumulus des Denkmals ist ein viereckiger Cairn, in dessen Mitte sich eine Kammer befindet.